# Bocus
Bocus Peckham & Peckham, 1892 è un genere di ragni appartenente alla famiglia Salticidae.

## Caratteristiche
Secondo gli aracnologi Frances e John Murphy i ragni appartenenti a questo genere sono distinguibili da quelli del genere Myrmarachne solo ad un accurato esame microscopico.

## Distribuzione
Delle tre specie oggi note di questo genere, due sono diffuse nelle Filippine e una nel Borneo.

## Tassonomia
A dicembre 2010, si compone di tre specie:
- Bocus angusticollis Deeleman-Reinhold & Floren, 2003 — Borneo
- Bocus excelsus Peckham & Peckham, 1892[3] — Filippine
- Bocus philippinensis Wanless, 1978 — Filippine